# Oosterse grote zilverreiger
De oosterse grote zilverreiger (Ardea alba modesta) is een vogel uit de familie der reigers en een ondersoort van de grote zilverreiger. De vogel werd voor het eerst beschreven door de Britse ornitholoog John Edward Gray in 1831.

## Taxonomie
Hoewel een studie uit 2005 uitwees dat de reiger een eigen soort vormt blijven de meeste taxonomen hem beschouwen als een ondersoort.

## Beschrijving
De oosterse grote zilverreiger heeft een lengte van 83 tot 103 cm en een gewicht van 0,7 tot 1,2 kg en een volledig wit verenkleed. Zijn snavel is zwart (geel in het broedseizoen), de benen zijn rood of zwart. Verder heeft hij tijdens het broedseizoen lange halspluimen en een groen gezicht. De oosterse grote zilverreiger verschilt van andere witte zilverreigers en reigers in Azië en Australië door de zeer lange nek die anderhalf keer zo lang is als zijn lichaam.

## Verspreiding
De oosterse grote zilverreiger komt voor in Azië en Oceanië met broedpopulaties in Pakistan, India, Sri Lanka, Bangladesh, Birma, Thailand, China, Korea, het noordoosten van Rusland, Japan, Indo-China, Indonesië, Papoea-Nieuw-Guinea, de Salomonseilanden, Australië en Nieuw-Zeeland en is een onregelmatige gast in Tasmanië. Op de internationale IUCN-lijst is de oosterse grote zilverreiger geclassificeerd als niet bedreigd.

## Voeding
Het dieet bestaat uit gewervelde dieren zoals vissen, kikkers, kleine reptielen, kleine vogels en knaagdieren en ongewervelde dieren zoals insecten, schaaldieren en weekdieren. De oosterse grote zilverreiger jaagt door te waden of stil te staan in ondiep water en spiest zijn prooi met zijn snavel.

## Broed
De oosterse grote zilverreiger broedt vaak in kolonies met andere reigers, zilverreigers, aalscholvers, ibissen en lepelaars. De vogel broedt één keer per jaar in een nest van droge stokken op een hoogte van 20 meter of hoger. Het vrouwtje legt twee tot zes lichtblauw-groene eieren.

## Afbeeldingen

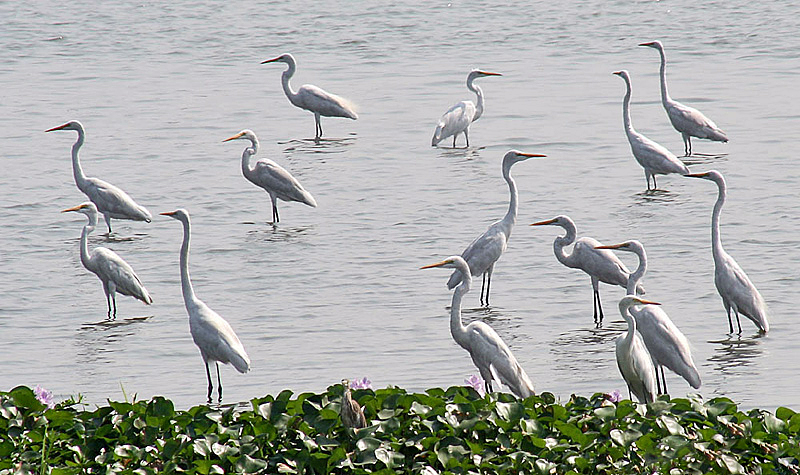
Kolonie
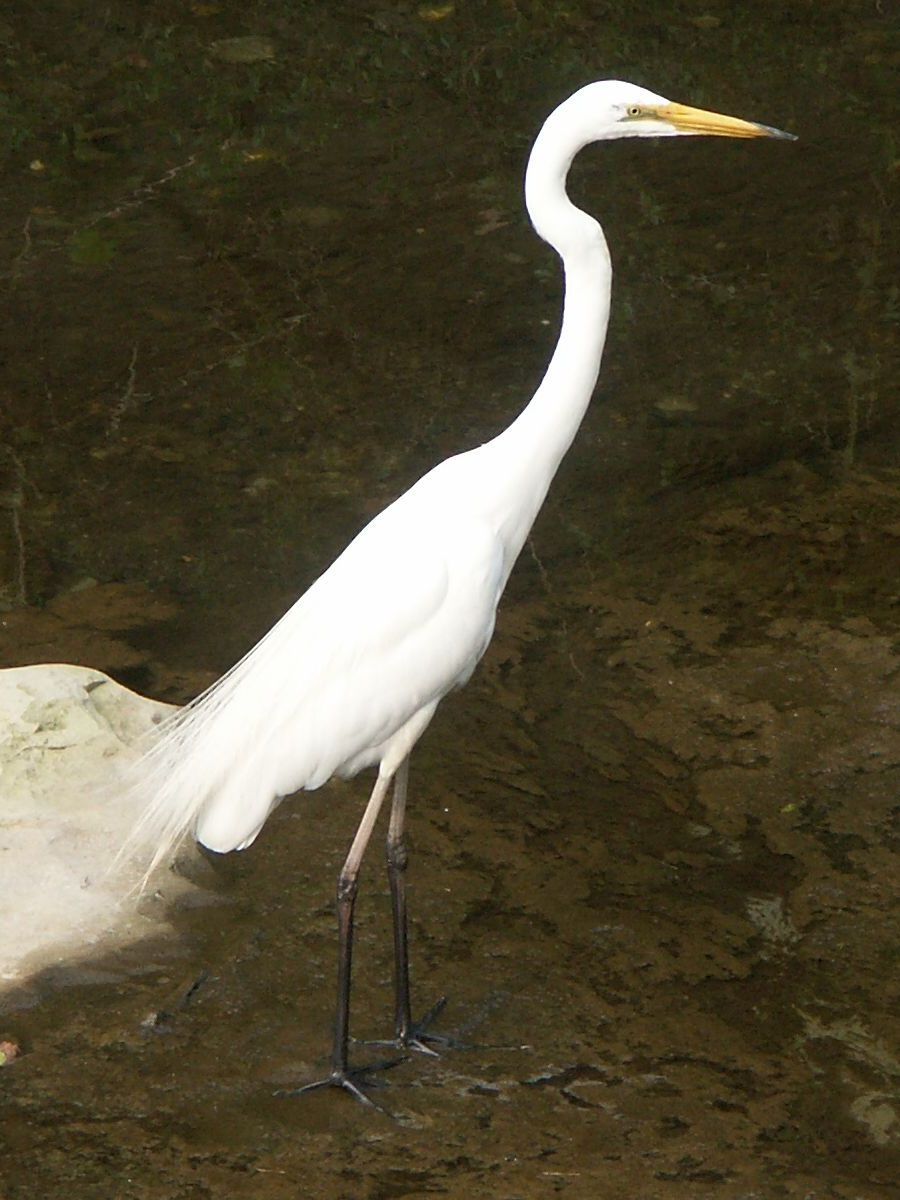
Winterkleed
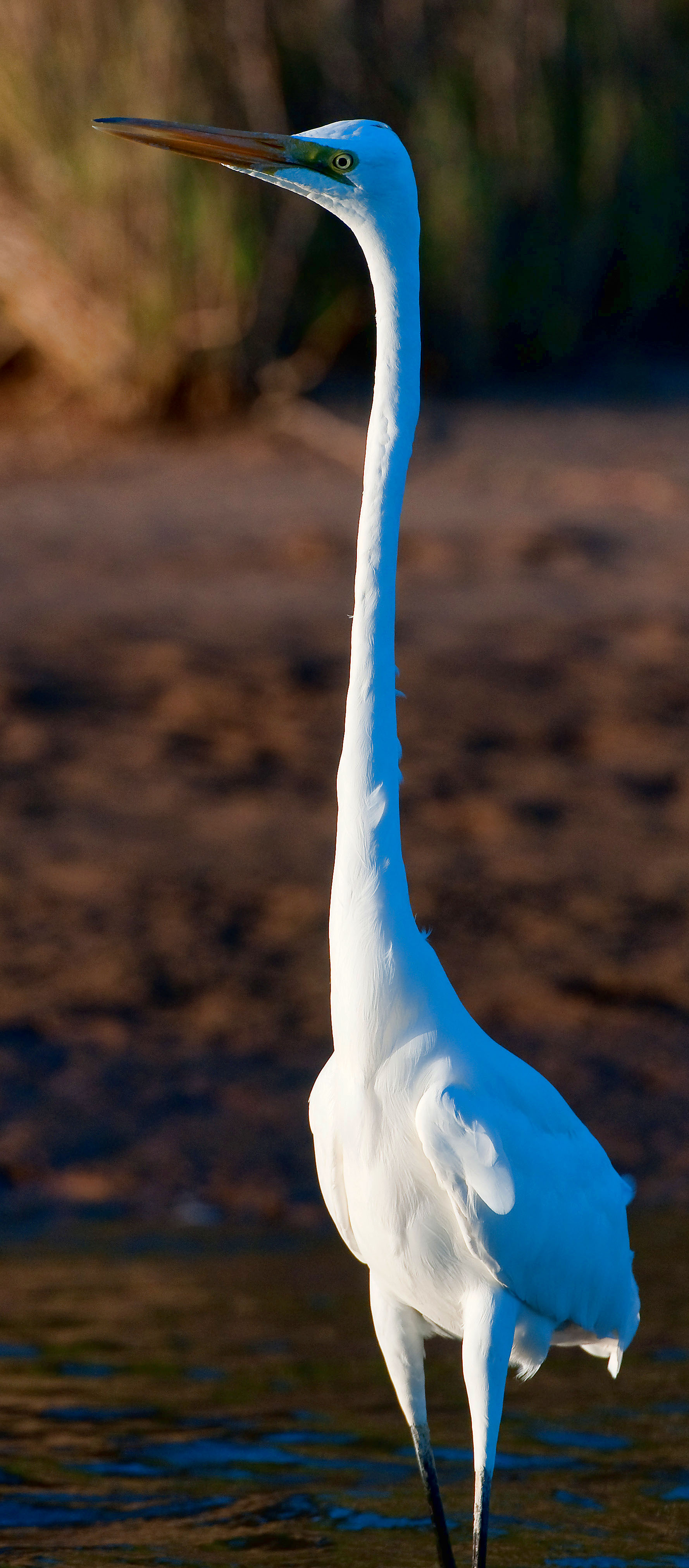
Uitgestoken nek
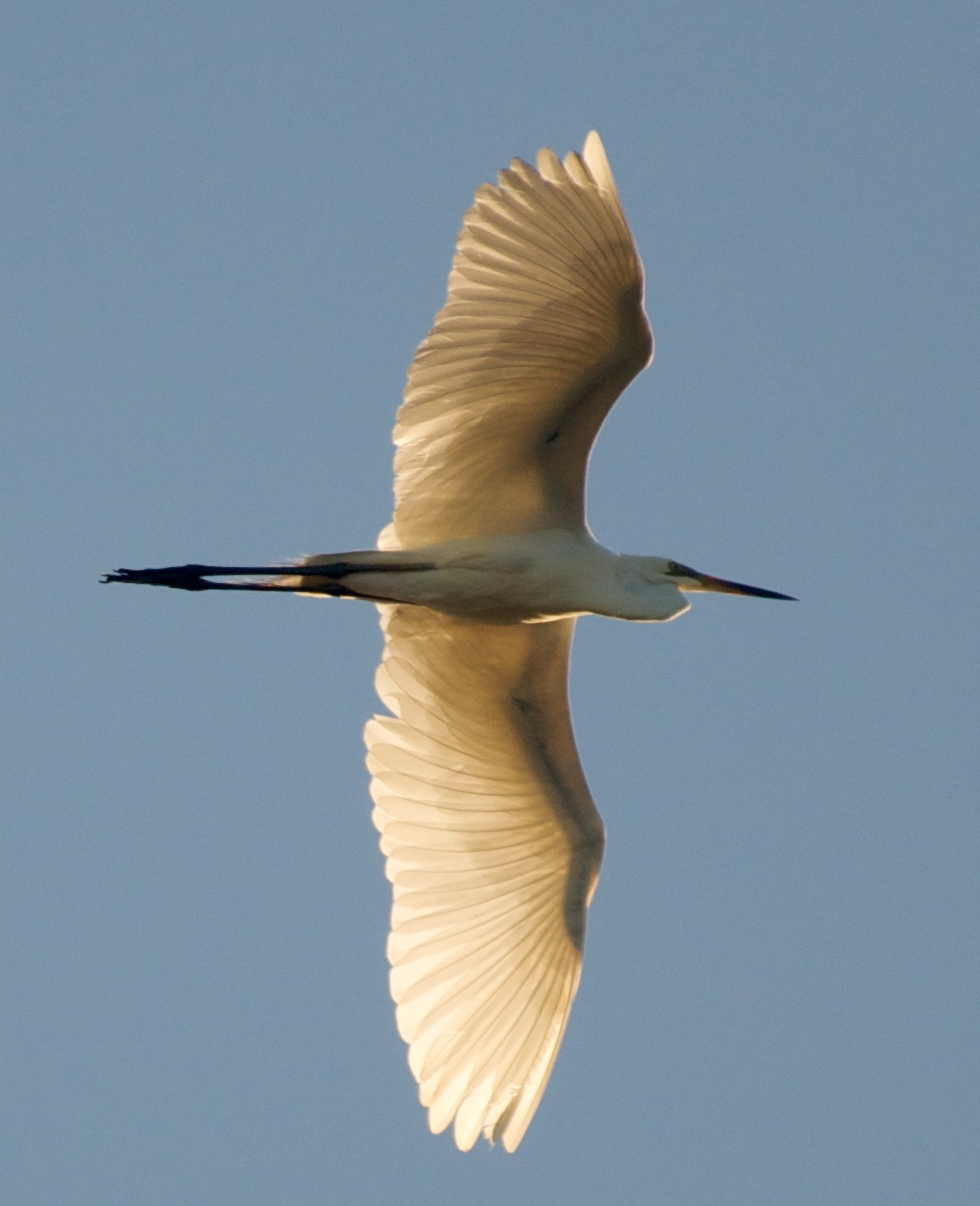
Vlucht